# روداره (کورشوملییا)
روداره (به صربی: Rudare) یک منطقهٔ مسکونی در صربستان است که در کورشوملیا واقع شده‌است. روداره ۲۴۶ نفر جمعیت دارد.